# پیانو دی سورنتو
پیانو دی سورنتو (به ایتالیایی: Piano di Sorrento) یک کومونه در ایتالیا است که در استان ناپل واقع شده‌است.

## خصوصیات
پیانو دی سورنتو ۷٫۳ کیلومترمربع مساحت و ۱۳٬۱۳۶ نفر جمعیت دارد و ۹۶ متر بالاتر از سطح دریا واقع شده‌است.

## خواهرخوانده
شهرهای شوارتسهایده و کاسرس خواهرخوانده‌های پیانو دی سورنتو هستند.